# Raul Gazolla
Raul Oliveira Gazolla (ur. 7 sierpnia 1955 w Rio de Janeiro, w stanie Rio de Janeiro) – brazylijski aktor telewizyjny.

## Życie prywatne
Wraz z reżyserem Ignácio Coqueiro i aktorką Christiane Torloni jest współwłaścicielem restauracji w Barra da Tijuca w Rio de Janeiro.
Był żonaty z aktorką i tancerką Danielą Perez, zamordowaną przez ciosy nożem 28 grudnia 1992 w Rio de Janeiro przez ambitnego kolegę z pracy, Guilherme de Padwy i jego żonę Paulę Thomaz, która godzinę po zbrodni wydała kondolencję aktora. Gazolla ma dwie pasierbice z pierwszego małżeństwa: Lunę i Milę. W 2001 poślubił Mauriuzę Palhares, z którą ma córkę Rani. Jednak w 2003 doszło do rozwodu. W 2005 po raz trzeci ożenił się z Fernandą Loureiro.

## Filmografia

### filmy
- 2002: As Vozes da Verdade jako detektyw Bastos
- 1998: A Hora Mágica
- 1997: For all - o trampolim da vitória
- 1992: Perfume de Gardênia jak César Lamas
- 1990: Attrazione selvaggia
- 1987: Running Out of Luck
- 1987: Historia Fausty (Romance da Empregada)

### telenowele
- 1997: Malhação jako Marcel
- 2006: Vidas Opostas jako Hélio Nunes
- 2005: Ameryka (América)
- 2004: Sob Nova Direção jako Marcos
- 2003–2004: Kubanacan jako Herrera
- 2001–2002: Klon (O Clone) jako Miro
- 2001: Służące (Domésticas)
- 2000: Você Decide jako Zé Paulo
- 1999: Życie jak muzyka (Chiquinha Gonzaga)
- 1998–1999: Torre de Babel jako Strażnik
- 1998:  Labirinto jako Franklin Amorim
- 1997: Anjo Mau jako Ciro Furtado
- 1996: Você Decide jako Zé Paulo
- 1996: Razão de Viver jako Ruffo
- 1995: Você Decide jako Zé Paulo
- 1995: Decadência jako Vítor Prata
- 1994: Você Decide jako Zé Paulo
- 1994: 74.5 Uma Onda no Ar jako Caíque
- 1992: Deus Nos Acuda jako Paco
- 1991: Amazônia jako Daniel
- 1989: Kananga do Japão jako Alex Ferreira
- 1989: Pacto de Sangue jako Fernando
- 1988: Fera Radical jako Marcelo
- 1988: O Primo Basílio jako Cocheiro
- 1987: Sassaricando jako Pełnomocnik Leonora
- 1986: Angel malo jako Ciro Furtado
- 1986: Selva de Pedra jako Osvaldo